# Android Go
Android Go是针對低階裝置量身訂作的Android系統，最初與Android Oreo一同推出，适用於2GB或更低記憶體的裝置。 Android Go擁有經過最佳化的專用版Google行動服務、Google Play服務。Android Go上的Google Play商店亦會推薦適合本系統使用的輕量級應用程式。

## 版本
| Oreo（Go版本）                       | 8.1 | 2017年12月5日  | [ 6 ]  |
| Pie（Go版本）                        | 9   | 2018年8月15日  | [ 7 ]  |
| 10（Go版本）                         | 10  | 2019年9月25日  | [ 8 ]  |
| 11（Go版本）                         | 11  | 2020年9月10日  | [ 9 ]  |
| 12（Go版本）                         | 12  | 2021年10月31日 | [ 10 ] |
| 13 （Go版本）                        | 13  | 2022年10月19日 | [ 11 ] |
| 14 （Go版本）                        | 14  | 2023年12月15日 | [ 12 ] |
| 格式：舊版本舊版本，仍被支援当前版本 |     |                |        |

## 參照
- Android Go產品列表
- Android One

## 外部連結
- 官方網站